# Phytomyza latifrons
Phytomyza latifrons är en tvåvingeart som beskrevs av Spencer 1986. Phytomyza latifrons ingår i släktet Phytomyza och familjen minerarflugor.
Artens utbredningsområde är Colorado. Inga underarter finns listade i Catalogue of Life.